# Кесария (дем Кожани)
Вижте пояснителната страница за други значения на Кесария.
Кесария (на гръцки: Καισάρεια) е село в Република Гърция, в дем Кожани, област Западна Македония.

## География
Кесария е разположено на 330 m надморска височина, на левия бряг на река Бистрица (Алиакмонас), на язовира Полифитоско езеро.

## История

### В Османската империя
В 1528 година Кесария има 29 домакинства със 131 жители.
В края на ХІХ век Кесария е малко гръцко християнско село в югозападната част на Кожанската каза на Османската империя. Църквата „Свети Йоан Предтеча“ е от ХІХ век.
Александър Синве ("Les Grecs de l’Empire Ottoman. Etude Statistique et Ethnographique"), който се основава на гръцки данни, в 1878 година пише, че в Касария (Kassaria) живеят 270 гърци. Според статистиката на Васил Кънчов („Македония. Етнография и статистика“) през 1900 година в Кесария има 151 гърци.
На Етнографската карта на Битолския вилает на Картографския институт в София от 1901 година Кесария е чисто гръцко село в Кожанската каза на Серфидженския санджак с 35 къщи.
Според статистика на Серфидженския санджак на гръцкото консулство в Еласона от 1904 година в Кесария (Καισάργια), Кожанска каза, живеят 250 гърци елинофони християни.
По данни на секретаря на Българската екзархия Димитър Мишев („La Macédoine et sa Population Chrétienne“) в 1905 година в Кесария (Kessaria) има 175 гърци.

### В Гърция
През Балканската война в 1912 година в селото влизат гръцки части и след Междусъюзническата в 1913 година остава в Гърция.
Населението традиционно произвежда жито, тютюн, овошки и други земеделски продукти, като се занимава и със скотовъдство.
| Име           | Име         | Ново име     | Ново име     | Описание |
| ------------- | ----------- | ------------ | ------------ | -------- |
| Мегало Ормани | Μεγ. Όρμάνι | Мегало Дасос | Μεγάλο Δάσος |          |
| Карамачук     | Καραματσοὺκ | Илиос        | Ήλιος        |          |

| Година    | 1913 | 1920 | 1928 | 1940 | 1951 | 1961 | 1971 | 1981 | 1991 | 2001 | 2011 | 2021 |
| --------- | ---- | ---- | ---- | ---- | ---- | ---- | ---- | ---- | ---- | ---- | ---- | ---- |
| Население | 319  | 350  | 414  | 620  | 702  | 856  | 815  | 796  | 770  | 693  | 615  | 499  |